# Rejon solecznicki
Rejon solecznicki (lit. Šalčininkų rajono savivaldybė dosł. samorząd rejonu Soleczniki) – rejon w południowo-wschodniej Litwie w okręgu wileńskim.
Rejon zamieszkuje 31 223 Polaków, co stanowi 80% jego ludności (2001).

## Zarys geograficzny
Rejon solecznicki położony jest w południowo-wschodniej części Litwy w okręgu wileńskim. Od północy i zachodu rejon graniczy z rejonem orańskim (okręg olicki) i rejonami trockim i wileńskim z okręgu wileńskiego. Od wschodu i południa z Białorusią (obwód grodzieński, rejony: ostrowiecki, werenowski, iwiejski i oszmiański).
Ośrodek administracyjny: Soleczniki (45 km na południe od Wilna).
Rejon zajmuje powierzchnię 1492 km², z czego 44,71% to tereny rolne, 43,77% lasy, 2,21% miasta i osiedla, 2,41% tereny przemysłowe, 5,16% to obszary o innym przeznaczeniu. Rejon solecznicki ma rozciągłość z zachodu na wschód 67,5 km (Pozgrynda – Narwiliszki) i 42 km z północy na południe (Igłojcie – Ryndziuny).
W rejonie znajdują się kościoły i pałacyki, kamienie prahistoryczne i starożytne kurhany, unikalna zabudowa starych wsi. Dane statystyczne wykazują istnienie 280 zabytków kultury, wśród których jest m.in. 13 kościołów, dwie cerkwie, kaplice, zabudowania dawnych zespołów pałacowych i dworskich.

## Ukształtowanie terenu i gleby
Znaczna (zachodnia) część rejonu położona jest na Płaskowyżu Ejszyskim (Płaskowzgórzu Lidzkim), wschodnia na Wyżynie Miednickiej (Wyżynie Oszmiańskiej), gdzie koło Kotkiszek (gm. Paszki) znajduje się najwyższe wzniesienie – 262,4 m n.p.m. Stosunkowo duże wzniesienie wału oszmiańskiego, ponadto pasmowy układ powodują, że jest on wyraźnym działem wodnym pomiędzy dorzeczem Willi a dorzeczami północnych dopływów górnego Niemna. Najniżej położone miejsce znajduje się na obszarze Równiny Południowo-Wschodniej (zwanej też Równiną Dajnawy), na zachód od Zygmunciszek, nad Mereczanką – 122 m n.p.m. Obszar rejonu w przeważającej części położony jest w rozległej, ale słabo zaznaczonej pradolinie Mereczanki, wypełnionej piaskami fluwioglacjalnymi. Przeważa krajobraz wyżyny moreny dennej.
Gleby w rejonie solecznickim są słabe. Przeważają gleby piaszczyste, darniowo-bielicowe. Występują ponadto niewielkie obszary gleb typu bagiennego. Najlepsze gleby występują na niewielkich obszarach zalewowych, nad rzekami.

## Rzeki, wody i klimat
Rejon solecznicki leży w dorzeczu Mereczanki (lit. Merkys) dł. 215 km będącej prawym dopływem Niemna; Waki (lit. Vokė) będącej dopływem Wilii; Gawii będącej dopływem Niemna; Dzitwy, Naczy – również dopływów Niemna.
Ponad 80% powierzchni rejonu leży w zlewni Mereczanki. Mereczanka wypływa z rejonu na wschód od Onżadowa koło wsi Równiny na obszarze dzisiejszej Białorusi i płynie w kierunku zachodnim. W całym swym biegu ma charakter rzeki nizinnej.
W rejonie jest 8 jezior, 18 zespołów stawów, w ich wodach żyje ponad 28 gatunków ryb. Największymi jeziorami są Jezioro Kiernowskie (powierzchnia 81 ha) i Popis (210 ha).
Rejon solecznicki znajduje się w strefie klimatu kontynentalnego. Średnia temperatura stycznia ok. –10 °C, w lipcu do 17 °C. Okres wegetacyjny wynosi 200 dni. Liczba dni z pokrywą śnieżną 85 do 95, średni opad roczny 600 do 700 mm. W sierpniu 2005 w rejonie solecznickim doszło do katastrofalnej powodzi. Poziom wody w Mereczance podniósł się o 3 m. Ucierpieli mieszkańcy Jaszun, Rudnik, Wołokiennik, około 150 rodzin. Wysokie stany wód utrzymywały się przez kilka dni.

## Świat roślinny i zwierzęcy
Obszar rejonu solecznickiego należy do Prowincji Środkowoeuropejskiej oraz dwóch podprowincji: Dajnowsko-Poleskiej i Bałtyckiej. Dalszy podział to trzy regiony: Wyżyny Dzukijskiej, Wyżyny Nalszy Południowej i Niziny Dajnawy. W krajobrazie dominują równiny sandrowe z niewielką liczbą jezior i oczek wodnych. Są to tereny porośnięte lasami, a obszary o trochę lepszych glebach są wykorzystywane rolniczo. Lasy zajmują 43,77 proc. terytorium rejonu, przeważa w nich sosna (ok. 41% drzewostanu) i świerk (20%), ponadto brzoza (18%), olcha (6%). Średni wiek drzewostanu to 50 lat. Miejscowe lasy charakteryzują się niewielką liczbą gatunków drzew. Drzewostanu w wieku rębnym jest ok. 5%. Latem i jesienią botanicy doszukują się ponad 200 gatunków grzybów.
W rejonie występuje wiele gatunków roślin zagrożonych wyginięciem, wpisanych do Czerwonej Księgi Litwy. Należą do nich między innymi: kostrzewa piaskowa, kozibród, lepnica litewska, sasanka otwarta, arnika górska, strzęplica, głowienka wielokwiatowa.
W rejonie rozciągają się liczne bagna i ich pozostałości, rojsty: nad Jeziorem Kiernowskim, w Puszczy Rudnickiej, koło Białej Waki, niektóre obszary dolin Wisińczy i Mereczanki, dolina Solczy pomiędzy Gierwiszkami i Zygmunciszkami.
Jednym z naturalnych bogactw rejonu solecznickiego są lasy, m.in. Puszcza Rudnicka. Stanowią one znaczną część powierzchni.
Spośród 55 tys. ha lasów w rejonie solecznickim prawowici właściciele odzyskali już 7 tys. ha. Około 20 tys. ha lasu stanowi swoistą rezerwę dla mieszkańców rejonu, którzy z powodu niskiego tempa reprywatyzacji nie zdołali uprawomocnić odzyskania ojcowizny. Na zalesienie czeka również tysiące ha niezbyt urodzajnej ziemi.
Obecne w krajobrazie i literaturze rojsty to mszary, mokradła, torfowiska bagienne, torfniaki, zajmujące niekiedy znaczne powierzchnie.
Na Wileńszczyźnie żyje ponad 60 gatunków ssaków, w tym jelenie, sarny, dziki, lisy i jenoty. Rzadziej występują wilki, rysie, wydry, borsuki i bobry. Świat ptaków to ponad 200 gatunków w tym bociany, łabędzie, czaple, żurawie, głuszce. Występują ponadto: bocian czarny, orzeł bielik, bielik, trzmielojad, sowa błotna. Z gadów i płazów występują: bardzo rzadki gniewosz plamisty, kumak nizinny. Najciekawsze siedliska rzadkich gatunków zwierząt znajdują się w rejonie Jeziora Kiernowskiego i w dolinie rzeczki Szpigujec.

## Ochrona przyrody
W rejonie solecznickim istnieje dziewięć obszarów chronionych o znaczeniu republikańskim. Przede wszystkim Dziewieniski Historyczny Park Regionalny oraz rezerwaty: Szarkucki (krajobrazowy), Mereczański (ichtiologiczny), Nowokuński (geologiczny), Solczański (hydrograficzny), Wiśniczański (hydrograficzny), Ażubalski (pedologiczny), Szylański (botaniczny), Popiski (ornitologiczny). Ponadto liczne pomniki przyrody: głaz kaniucki, głaz Mokas, głaz solecznicki, janczuński, pustacki; dąb grybiski i wersocki. Trzy parki podworskie: w Gornostaiszkach (4 ha), w Wilkiszkach (3,30 ha) i w Jaszunach (22,60 ha), objęte ochroną od 1986 roku.

## Bogactwa mineralne
Rejon, jak cała Litwa jest ubogi w bogactwa mineralne: występują tu jedynie torfy w rejonie Białej Waki (jeszcze eksploatowane) oraz w rejonie Rymszyszek i Iłgojciów (wyeksploatowane). Ponadto złoża kredy i margli (nad Mereczanką, na zachód od Rudnik) oraz w kilku miejscach złoża piasków.

## Ludność, stosunki narodowościowe
Według wyników spisu powszechnego w 2001 r. w rejonie solecznickim było 39 282 mieszkańców – 18 870 mężczyzn (48%) i 20 412 kobiet (52%). 58% (22 628) zamieszkałych w rejonie osób należy do grupy wiekowej czynnej zawodowo. 21,5% mieszkańców (8 483 osoby) stanowią emeryci. Występuje wyraźna przewaga kobiet w wieku emerytalnym, które żyją znacznie dłużej od przedstawicieli płci męskiej. W wieku do 55 lat na 1000 mężczyzn przypada 930 kobiet, natomiast od 55 do 59 już 1206, 60 – 64 lat odpowiednio 1511 kobiet, 65–69 lat – 1609 kobiet. Wśród mieszkańców w wieku 70-74 przewaga kobiet jest niemalże dwukrotna – 1972 w stosunku do 1000 mężczyzn. Średnia wieku mieszkańców rejonu wynosi 37,02 lat – 34,25 lat u mężczyzn i 39,7 u kobiet.
Skład narodowościowy: rejon solecznicki zamieszkuje 79% Polaków, 10% Litwinów, 5% Rosjan, 3% Białorusinów, 1% Ukraińców, 0,5% stanowią przedstawiciele innych narodowości. Nieco inny skład narodowościowy występuje wśród mieszkańców terenów wiejskich, na których mieszka 27 722 (71% od ogółu mieszkańców rejonu) osób. Wśród mieszkańców wsi Polacy stanowią 81%, Litwini – 10%, Rosjanie – 4%, Białorusini – 3%, osoby innych narodowości 2%.
W roku 2003 w rejonie zarejestrowano 408 narodzin. W roku 2002 było o 45 mniej. Więcej niż w roku 2002 – 624 przypadków – w roku 2003 było wydanych aktów zgonu (635). W ostatnich latach liczba zgonów jest wyższa od liczby narodzin.
Związki małżeńskie w 2003 r. zawarło 178 par (w roku 2002 – 166), zaś 65 par małżonków wzięło rozwód (w roku 2002 – 64).
Zdecydowana większość (92%) mieszkańców zadeklarowała przynależność do Kościoła katolickiego. Wyznawcy prawosławia stanowią 4% ludności rejonu, 0,5% ankietowanych to staroobrzędowcy, muzułmanie i ewangelicy. Ateistami siebie określiło 1,5% mieszkańców, 2% ankietowanych nie określiło swego stosunku do wiary.
W porównaniu ze spisem powszechnym przeprowadzonym w 1989 roku liczba mieszkańców rejonu zmniejszyła się o 1818 osób. W ciągu dwunastu lat zaszły pewne zmiany również w składzie narodowościowym rejonu: procent Polaków zmniejszył się o jeden, Rosjan o 0,6, Białorusinów o 0,9. Wzrosła natomiast liczba mieszkańców narodowości litewskiej o 0,52% i ukraińskiej o 0,04%.
Większość mieszkańców rejonu solecznickiego boryka się z tradycyjnymi dla wsi problemami: ciężka i nisko opłacana praca na roli, brak perspektyw dla młodzieży, bezrobocie (12% w 2004 r.), nieokreślona przyszłość.
Na początku 2006 roku w rejonie było zarejestrowanych 1807 bezrobotnych.

### Skład etniczny
- Polacy – 31 223 (80,4%)
- Litwini – 4086 (10,5%)
- Rosjanie – 1948 (5,0%)
- Białorusini – 1139 (2,9%)
- Ukraińcy – 253 (0,7%)
- Niemcy – 9
- Tatarzy – 33
- Łotysze – 13
- Romowie – 105 (0,3%)

## Gospodarka, rolnictwo
Rejon solecznicki to region rolniczy. Wcześniej były tu 43 kołchozy, z których część została przekształcona w spółki rolne. Powierzchnia użytków rolnych w rejonie była szacowana na 66 742 ha, w tym grunty orne – 53 371 ha, łąki i pastwiska – 12 430 ha, sady – 941 ha. Powierzchnia zasiewów – 37 443 ha, w tym zboża – 17 229 ha, a 4358 ha to uprawy ziemniaków. Mieszkańcy rejonu to głównie ludność wiejska, utrzymująca się z pracy we własnym gospodarstwie rolnym. W uprawach polowych dominują zboża i ziemniaki, a w produkcji zwierzęcej hodowla bydła i trzody chlewnej. W 2004 r. w rejonie uprawiane było 43,3 tys. ha ziemi. Niestety, w ostatnich czasach coraz więcej ziemi było odłogowane. Niewielkie sumy przeznaczane są na utrzymanie urządzeń melioracyjnych.
W rejonie jest zarejestrowanych 90 rolników prowadzących gospodarstwa ekologiczne.
Niewielki przemysł reprezentowany jest przez kilkadziesiąt firm działających głównie w Solecznikach, Ejszyszkach, Jaszunach i Białej Wace.

## Transport
Przez teren rejonu przechodzą ważne szlaki komunikacyjne: drogi nr A-15 (międzynarodowa E 85) Wilno-Soleczniki-Lida, republikańskie: nr 127 Orany-Koleśniki-Ejszyszki, nr 126 Ejszyszki-Butrymańce-Soleczniki, nr 104 Soleczniki-Paszki-Dziewieniszki, nr 176 Pirczupy-Rudniki-Jaszuny. Szlak kolejowy Wilno-Soleczniki-Lida, linia kolejowa, jednotorowa, wybudowana w końcu XIX wieku. W rejonie znajduje się dworzec autobusowy (Soleczniki) oraz dwie stacje kolejowe (Jaszuny i Stasiły k. Solecznik).
Drogi państwowe mają dobrą, asfaltową nawierzchnię, na pozostałych jest ona różnej jakości.

## Podział administracyjny

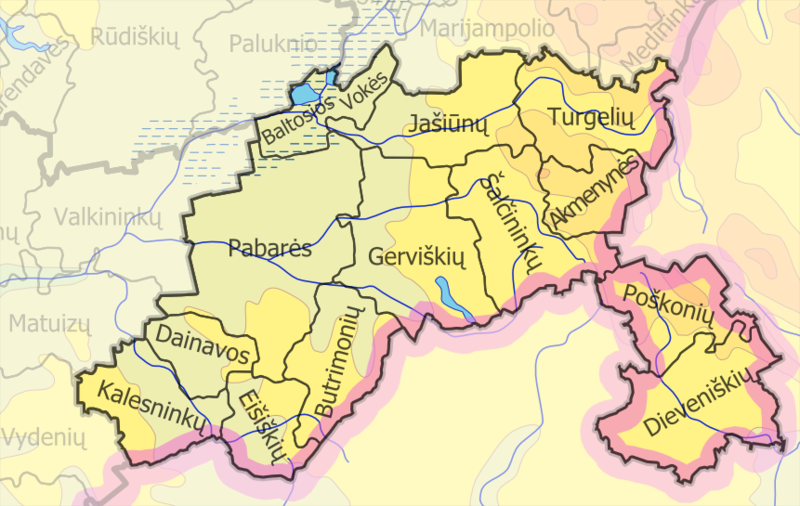

Na czele rejonu stoi rada (25 radnych, wybieranych w wyborach bezpośrednich na 4-letnią kadencję), która powołuje mera. Są ponadto gminy, które nie mają statusu terytorialnych jednostek administracyjnych, a spełniają jedynie funkcje pomocnicze. W rejonie znajduje się 13 gmin:
- gmina Biała Waka (Baltosios Vokės seniūnija) (Biała Waka)
- gmina Butrymańce (Butrimonių seniūnija) (Butrymańce)
- gmina Dajnowa (Dainavos seniūnija) (Dajnowa)
- gmina Dziewieniszki (Dieveniškių seniūnija) (Dziewieniszki)
- gmina Ejszyszki (Eišiškių seniūnija) (Ejszyszki)
- gmina Gierwiszki (Gerviškių seniūnija) (Gierwiszki)
- gmina Jaszuny (Jašiūnų seniūnija) (Jaszuny)
- gmina Kamionka (Akmenynės seniūnija) (Kamionka)
- gmina Koleśniki (Kalesninkų seniūnija) (Koleśniki)
- gmina Paszki (Poškonių seniūnija) (Paszki)
- gmina Podborze (Pabarės seniūnija) (Podborze)
- gmina Soleczniki (Šalčininkų seniūnija) (Soleczniki)
- gmina Turgiele (Turgelių seniūnija) (Turgiele)

W rejonie znajduje się 437 wiosek. Statystyki nie podają, czy w tej liczbie zawierają się tzw. okolice i zaścianki. W dawnych czasach funkcjonowało pojęcie tzw. okolicy, która to nazwa wskazywała na wieś szlachecką, złożoną z pojedynczych kolonii.
Innym pojęciem był tzw. zaścianek. Była to początkowo pojedyncza osada, potem wskutek zabudowy osad przybywało, ale mieszkańcy mieli wspólny przydomek i należeli do jednego rodu.

## Oświata i kultura
W 2004 roku w rejonie funkcjonowały 72 placówki oświatowe, będące w gestii samorządu rejonowego (są też szkoły i przedszkola administrowane przez powiat wileński i Ministerstwo Oświaty i Nauki Republiki Litewskiej np. litewska Szkoła Tysiąclecia w Solecznikach). Nauka prowadzona jest w trzech językach. Jest tu 1 gimnazjum, 14 szkół średnich, 13 szkół podstawowych i 21 początkowych, które z dniem 1 września 2004 r. zostały przekształcone w oddziały szkół średnich i podstawowych. Są też trzy szkoły muzyczne: w Solecznikach, Ejszyszkach i Jaszunach, ponadto szkoła sportowa w Ejszyszkach i jej filia w Solecznikach, specjalna szkoła – internat i dom dziecka w Solecznikach, zawodówka rolnicza w Dziewieniszkach.
Do szkół polskich średnich uczęszczało w 2001 r. 2690 uczniów, do szkół podstawowych 865 uczniów, do szkół początkowych 227 uczniów, do przedszkoli 345 dzieci, do szkół sportowych 270 uczniów, do 3 szkół muzycznych 307 uczniów. Razem było to 4704 polskich uczniów i przedszkolaków.
Ponadto w rejonie istniało 4 szkoły specjalne, szkoła rolnicza, 13 placówek i instytucji kulturalnych, 13 kościołów katolickich, 4 domy modlitwy innych wyznań, muzeum. 28 bibliotek, 130 zabytków historycznych, archeologicznych i kultury, kompleks sportowy, 28 placówek służby zdrowia, 2 przedsiębiorstwa państwowe, 17 spółek akcyjnych, 196 zamkniętych spółek akcyjnych, 390 przedsiębiorstw indywidualnych, 16 spółek rolnych.
W rejonie działa 18 zespołów artystycznych – dorosłych i dziecięcych. Najbardziej znane z nich to zespoły pieśni i tańca „Solczanie” (Soleczniki), „Ejszyszczanie” (Ejszyszki), folklorystyczne „Turgielanka” (Turgiele), „Znad Mereczanki” (Jaszuny), dziecięce „Solczanka” (Soleczniki), „Kwiaty Polskie” (Ejszyszki), „Gromada” (Jaszuny) itd.
W rejonie działają dwa szpitale – w Ejszyszkach i Solecznikach, jest Dom Starców w Czużekompiach, Centrum Samopomocy dla Osób Niepełnosprawnych w Solecznikach.
W Solecznikach funkcjonuje Biblioteka Publiczna Samorządu Rejonu Solecznickiego. Kroniki odnotowały po raz pierwszy istnienie biblioteki w Solecznikach w 1920 roku i była to biblioteka parafialna przy miejscowym kościele. W 1943 roku utworzono bibliotekę publiczną, a w 1951 roku założono bibliotekę rejonową.
Od 1999 roku dla uczniów Butrymańskiej Szkoły Średniej kolonie letnie w Polsce: w Olsztynie i we Fromborku organizuje Caritas Archidiecezji Warmińskiej w Olsztynie.
Od 2024 Międzynarodowy Festiwal Poezji Maj nad Wilią  gości na Ziemi Solecznickiej.

## Język
Rejon solecznicki stanowi obecnie jeden z najbardziej zwartych terenów zamieszkałych przez Polaków na obszarze Litwy. Jest to teren zróżnicowany językowo. Występują obszary, gdzie osoby uważające się za Polaków mówią językiem po prostu czy też po prostemu (ludowe określenie spolszczonej gwary białoruskiej). Na pograniczu litewsko-białoruskim mieszkają grupy ludności polsko-białoruskiej określające siebie jako tutejsi. Wśród Polaków zamieszkujących te tereny obserwuje się istnienie dawnego podziału społecznego, na szlachtę i chłopów. Mieszkańcy niektórych wiosek wspominają, które to miejscowości zamieszkiwała kiedyś szlachta. Pomiędzy szlachtą a chłopstwem były niekiedy niewielkie różnice co do zamożności, ale szlachta wyróżniała się poczuciem godności osobistej i posługiwała się polszczyzną zbliżoną do literackiej. Widać to szczególnie w okolicach Ejszyszek, gdzie jeszcze kilkadziesiąt lat temu szlachta mówiła po polsku, a chłopi – z białoruska po prostu, zaś w okolicach Strzelec i Butrymańców po litewsku i po prostu. Istnieje jeszcze podział na wsie, gdzie mówi się po polsku i są to okolice – skupiska szlachty, a wsie określa się jako światłe. Wsie, których mieszkańcy zaczęli mówić po polsku, ale nie porzucili białoruskiego (po prostemu) nazywają się światlejsze, zaś wsie, których mieszkańcy uważają się za Polaków, ale mówią po prostemu są określane jako ciemne.

## Turystyka i rekreacja
W dobrym bądź dostatecznym stanie do naszych dni zachowały się pałacyki w Solecznikach, Jaszunach, Hornostaiszkach, budynki dawnego klasztoru w Narwiliszkach.
Zabytki architektury: pałac Wagnerów w Solecznikach, pałac Balińskich w Jaszunach, ruiny zabudowań Republiki Pawłowskiej, Dziewieniszki, Ejszyszki, Hornostaiszki, Turgiele i Taboryszki to tylko najciekawsze miejsca w rejonie.

## Znane postacie związane z rejonem
W Solecznikach bywał Adam Mickiewicz, w Jaszunach Juliusz Słowacki, mieszkali tam Śniadeccy, Józef Mackiewicz, badania archeologiczne prowadził Władysław Syrokomla, pod Turgielami mieszkał gen. Lucjan Żeligowski, a w okolicy działali słynni zagończycy bracia Dąbrowscy. W Solecznikach przyszedł na świat mistrz olimpijski Władysław Kozakiewicz, który w 1980 roku wykonał na olimpiadzie w Moskwie słynny gest.